# Ханов, Джума
Джума́ Ха́нов (1925 год, село Джемгиет, Мервский район, Мервский округ Туркменская ССР — 18 июня 1989 года, село Джемгиет, Марыйский район, Марыйская область, Туркменская ССР) — старший чабан колхоза имени Калинина Марыйского района Марыйской области, Туркменская ССР. Герой Социалистического Труда (1971).

## Биография
Родился в 1925 году в крестьянской семье в селе Джамгиет Мервского района (в советское время — Марыйский район, сегодня — территория Марыйского этрапа). Окончил местную школу. До призыва по мобилизации в Красную Армию в сентябре 1943 года трудился рядовым колхозником в колхозе «Джанбет» Марыйского района. Участвовал в Великой Отечественной войне.
После демобилизации возвратился в Туркмению, где стал трудиться чабаном в колхозе имени Калинина Марыйского района. Позднее был назначен старшим чабаном. На протяжении четверти века его бригада показывала высокие трудовые результаты в овцеводстве. В течение Восьмой пятилетки (1966—1970) бригада Джумы Ханова выращивала в среднем ежегодно по 120 ягнят от каждой сотни овцематок, досрочно выполнив коллективное социалистическое обязательство пятилетки. Указом Президиума Верховного Совета СССР от 8 апреля 1971 года удостоен звания Героя Социалистического Труда за «выдающиеся успехи, достигнутые в развитии сельскохозяйственного производства и выполнении пятилетнего плана продажи государству продуктов земледелия и животноводства» с вручением ордена Ленина и золотой медали «Серп и Молот» (№ 15349).
В последующие годы бригада ежегодно поддерживала высокий уровень в трудовых показателях. Самым высоким достижением стало получение в среднем по 185 ягнят от каждой сотни овцематок.
Проживал в родном селе Джемгиет Марыйского района.
Умер 18 июня 1989 года.
Награды
- Герой Социалистического Труда
- Орден Ленина
- Орден Отечественной войны 1 степени (11.03.1985)